# 綠電
綠能指的是在生產電力的過程中，其二氧化碳排放量為零或趨近於零，因相較於其他方式（如火力發電、有綠色衝突或過度發展之再生能源）所生產之電力，對於環境衝擊影響較低。綠電的主要來源為太陽能、風力、水力、生質能、地熱等，台灣主要以太陽能及風力為主。根據經濟部能源局的定義，由可再生能源發電設備生產的電力，就是綠色電力。

## 國際發展綠電制度國家
根據國際能源署統計報告， 2012年國際上實施綠色電價的國家有澳洲、美國、奧地利、德國、義大利、荷蘭、瑞士及英國。台灣在東亞國家中第一個啟用綠電認購計畫。

## 台灣認購綠電計畫
台電副總經理李鴻洲說，目前台電一年總供電量為1990億度，綠電供電量占台電總供電量3.6％，其中太陽能光電為2.5億度、風力發電為14億度。由於台灣反核高漲，政府因應國內資訊業與民眾對綠電需求實行綠色電價銷售制度。
經濟部自願性綠色電價制度試辦於2014年7月1日實施，以3年為原則，後續將視實施成效評估是否調整。

## 電業法
為營造台灣綠電發展環境，經濟部研擬《電業法》兩階段修法，並於105年10月17日獲「執政決策協調會議」通過支持，行政院於10月20日通過《電業法》修正草案，立法院於106年1月11日三讀通過。預計修法後1至2.5年逐步開放用戶得透過代輸、直供及向再生能源售電業等購買方式使用再生能源，放寬過去對再生能源售電的限制，並將電業拆分為發電、輸電與售電三大區塊，其中發電與售電業開放民間再生能源業者加入。開放民間企業參與發電與售電後，至111年，「純賣綠電」的電力公司全台已達22家。